# Makoto Yukimura
Makoto Yukimura (幸村 誠, Yukimura Makoto) (Yokohama, 8 mei 1976) is een Japans mangaka.

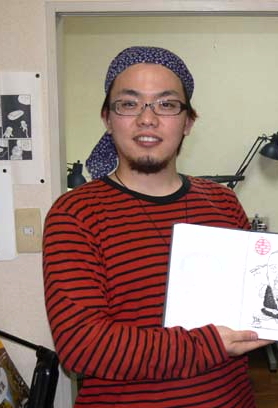
Makoto Yukimura in 2006

Yukimura debuteerde met de harde SF manga Planetes. De reeks werd van 1999 tot 2004 uitgegeven in het tijdschrift Weekly Morning en werd later door Sunrise verwerkt tot een anime. Daarvoor werkte hij als assistent voor Shin Morimura.
Yukimura werkt momenteel aan Vinland Saga. Deze manga werd oorspronkelijk uitgegeven door Weekly Shonen Magazine, maar verhuisde later naar het tijdschrift Afternoon. Yukimura won er in 2009 de manga hoofdprijs op het Japan Media Arts Festival mee. Wit Studio werkt momenteel aan een animebewerking.
In 2010 was Yukimura te gast op het Internationaal stripfestival van Angoulême.

## Oeuvre
- Planetes (1999–2004, uitgegeven in Weekly Morning, Kodansha)[7][8]
- Sayonara ga Chikai node (2004, one-shot uitgegeven in Evening, Kodansha)
- Vinland Saga (2005-heden, uitgegeven in Weekly Shonen Magazine van april tot oktober 2005, daarna in Afternoon vanaf december 2005, Kodansha)[9][10]

- Bibsys: 1533887398935
- Biblioteca Nacional de España: XX4811534
- Bibliothèque nationale de France: cb14437120m (data)
- Catàleg d'autoritats de noms i títols de Catalunya: 981058515797806706
- CiNii: DA20019930
- Gemeinsame Normdatei: 1027401228
- International Standard Name Identifier: 0000 0001 1882 5885
- Library of Congress Control Number: n2005070458
- Bibliotheek van het Japanse parlement: 00831160
- Nationale bibliotheek van Australië: 40915345
- Nederlandse Thesaurus van Auteursnamen: 43527127X
- Réseau des bibliothèques de Suisse occidentale: 02-A019208793
- Système universitaire de documentation: 087441292
- Trove: 1449642
- Virtual International Authority File: 150730598
- WorldCat: E39PBJmHCdjXT3FC3qTYMF4Dv3